# Philopterus bischoffi
Philopterus bischoffi är en insektsart som först beskrevs av Eichler 1951.  Philopterus bischoffi ingår i släktet fjäderlingar, och familjen fjäderlöss. Arten är reproducerande i Sverige.